# Erin M. Riley
Erin M. Riley née en 1985 est une artiste basée à Brooklyn dont le travail se concentre sur les femmes et les problématiques féminines. Elle produit surtout des tapisseries qu'elle tisse et teint à la main.

## Biographie
Elle est diplômée du Massachusetts College of Art and Design et de la Tyler School of Art.
Pour sa série Nudes (2013), elle s'approprie des images postées sur les réseaux sociaux qu'elle recrée dans son medium de prédilection,,.